# 双葉町
双葉町（ふたばまち）は、福島県の浜通りにある町。双葉郡（1896年以前は標葉郡）に属する。
1951年（昭和26年）4月1日に新山町と長塚村が合併して標葉町となり、5年後の1956年（昭和31年）4月に双葉町に改称した。
2011年の東日本大震災に伴い発生した東京電力福島第一原子力発電所事故で全町避難を強いられ、2022年8月30日に一部地域で避難指示が解除され、住民の帰還が始まった。

## 概要
浜通りのほぼ中央に位置し、東は太平洋に面する。町の南北に国道6号、常磐自動車道、JR常磐線が縦貫して福島県いわき市や宮城県南部と、東西は国道288号により福島県内陸部（中通り）の郡山市と繋がれている。
古代から町域を勿来関と多賀城を結ぶ東海道（あづま海道）が縦貫しており、海道沿いや沿岸部には古くから集落があった。古代の遺跡や文化遺産として清戸迫横穴をはじめ、山城国の稲荷大明神から勧請された前田稲荷神社には御神木として樹齢約1,200年の前田の大スギ、蝦夷討伐の際に坂上田村麻呂が安置したと伝わる十一面観世音菩薩像などが現在も残っている。
鎌倉時代末期に新山城が築城されると城下町が形成された。江戸時代に新山城が廃城となった後も、長塚宿と新山宿は浜街道の宿場町として、また町域は相馬中村藩の米どころとして栄えた。
その後も第二次世界大戦後まで農業中心の産業形態であったが、1970年代から東京電力福島第一原子力発電所の立地により関連企業への就業が増加し、農業の兼業化が進み、就業構造が大きく変化した。その後も新たな雇用の場として企業などの誘致に工業団地を整備した。
2011年3月11日の東日本大震災およびそれに伴う福島第一原発事故により町域が一部を除いて帰還困難区域に設定されていたが、2022年8月30日に特定復興再生拠点区域での避難指示が解除された。

### 東日本大震災
福島第一原子力発電所の5号機と6号機が立地しており、計画されていた7号機・8号機も立地の予定だったが、東日本大震災で被災し、これに誘発されて発生した福島第一原発事故の影響で、北東部と双葉駅周辺のそれぞれ一部を除いたほぼ全町域が「帰還困難区域」（除染・復旧工事関係者以外の一般住民の自由な行き来が終日制限される）に指定されていたが、2022年8月30日以降は「特定復興再生拠点区域」内での避難指示が解除され、終日人が居住することができるようになった。
東京電力の福島復興本社などが入る双葉町産業交流センター（エフ・ビック）、東日本大震災・原子力災害伝承館が整備され、復興の拠点になっている。
しかしながら、震災から10年以上経った2022年1月現在でも、災害救助法に基づき東日本大震災および福島第一原子力発電所事故による仮設住宅（みなし仮設住宅）の供与を大熊町と双葉町の2町のみが受けており、うち、建設型の仮設住宅（プレハブ仮設住宅）の当初の供与期間は工事完了から2年3か月間であったところ、いまだ仮設住宅から住民の退去の見通しがたたない唯一の東日本大震災被災市町村である。また、多くの町民は医療費の一部負担金（療養の給付）や介護給付費、介護保険料、後期高齢者医療保険料、国民年金保険料の免除、住民税、国民健康保険税の減免、賃貸住宅の家賃のほぼ全額の補助、高速道路料金の一部区間の無料化など様々な支援を国や福島県などから受けている状態である。2020年（令和2年）の住民意向調査では、回答者の62.1%が双葉町に戻らないと決めていると回答した。理由の一番の多くは、避難先で自宅を購入・建築し将来も継続的に居住する予定のためである。一方で、戻りたいと考えていると回答したのは10.8%にすぎない。

## 地理
阿武隈山系の東に開けた浜通り地方の中部に位置し、東は太平洋に開ける。行政上では、北の浪江町と南の大熊町に挟まれた位置にある。面積は51.40 km2。東北地方にありながら温暖な気候で、冬でも降雪日数は年間5日程度のため、福島第一原発事故の発生前はカーネーションやスイートピー、ホウレンソウなどの栽培が盛んであった。また、下水道の普及率も9割近く全国的にも高い水準であった。
「双葉」という町名は、標葉郡（夜ノ森以北、相馬氏領）と楢葉郡（夜ノ森以南、岩城氏領）の合併にちなんだ名称である。位置としては旧標葉郡の区域にある。1950年から1955年までは「双葉郡双葉町」を名乗る町が別に存在したが、合併により廃止された。現在の富岡町北部に相当し、この双葉郡双葉町は旧楢葉郡に属していた。
- 山 ：十万山 - 標高448 m（山頂は浪江町）、登山道入り口から約1時間で登れる。うつくしま百名山に選ばれていたが、原発事故の影響で帰還困難区域となり、2021年時点でも立ち入りが禁止されているため、新うつくしま百名山では選ばれなかった。
- 河川 ：前田川 - 二級河川
- 沿岸地形：郡山海岸（双葉海水浴場）

### 隣接する自治体
- 双葉郡：浪江町、大熊町

## 歴史

### 古代
古墳時代には、沿岸部を中心に塚ノ腰古墳群や沼ノ沢古墳群などが建設され、この辺りを中心に集落が形成されていた。また、付近からは郡山貝塚なども発見されており縄文時代よりこの地には集落があった。
成務天皇の治世から国造が割拠した7世紀前半には、現在の双葉町は、染羽国造（しめはのくにのみやつこ）の領土の南限であった。
7世紀前半頃に清戸迫横穴が作られ、壁画が描かれたと推定される。律令制が浸透した7世紀後半には、現在の双葉町（長塚）と大熊町（苦麻）の境（概ね福島第一原子力発電所の付近）を境にして、長塚以北は陸奥国に編入された。
713年（和銅6年）染羽が標葉と改められる。この時、染羽国造の領土は、陸奥国の標葉郡となった。718年（養老2年）には陸奥国から分離されて石城国に編入されるも、720年代には石城国は陸奥国に編入された。
722年（養老6年）前田稲荷神社に御神木（前田の大スギ）が植えられる。
807年（大同2年）頃坂上田村麻呂が夷討伐のため訪れたと伝わる。
869年（貞観11年） 5月26日- 貞観地震によりの津波が襲来する。

### 標葉氏統治時代
平安時代末期の保元年間（1156年 - 1159年）になると、請戸城を本拠地とする標葉隆義（海道小太郎成衡（清原成衡）の四男と伝わる。）の統治下に入り、これ以後、現在の双葉町は標葉郡を領土とする標葉氏の統治下に置かれた。
1189年（文治5年）源頼朝の奥州征伐では標葉氏を始めとした岩城氏一族は奥州藤原氏と関係が深かったが、鎌倉方として参陣して本領を安堵された。鎌倉時代後期には岩城氏から完全に独立した地位を築いている。
1331年（元弘元年）に、標葉隆連（標葉氏八代当主標葉持隆の三男）が父の命令により新山城を築城し、内神とし新山大権現（現在の新山神社）が建立された。双葉町の合併前の新山町は、この城にちなんだ名称である。
鎌倉幕府滅亡後の後醍醐天皇の建武の親政の際も標葉氏は本領を安堵され、北畠顕家に従い秋田・津軽方面の北条方の残党との戦いなどに従軍し、以後も西上転戦した。
南北朝時代は、霊山にいた義良親王（後の後村上天皇）、北畠顕家に従い南朝方に参加した。霊山が落城した際に、追っ手の目を欺くため旅芸人の装束をして踊りながら逃げ落ちたとの伝承がある。この故事が元となり宝財踊りとして現在まで伝わっている。
だが、後に北朝方に服属し、その後も北朝を擁した室町幕府のもと周囲との同盟を巧みに結び独立を保ち、1410年（応永17年）には、海道の岩城氏、相馬氏、楢葉氏、好嶋氏、白土氏、諸根氏、菊田氏らの岩崎郡、岩城郡、楢葉郡、標葉郡、行方郡の五郡で五郡一揆を結び相互に協力をした。
1442年（嘉吉2年）に二代新山城主の標葉隆重が当主の標葉清隆の家臣を殺害し、それに怒った清隆に攻められ新山城が落城すると隆重は岩城氏領に逃れた。その後も家中の混乱が続くと、岩城氏が白河結城氏と結び1474年（文明6年）に同族の楢葉氏を滅ぼし、標葉氏に対し攻勢を強め相馬氏に対抗した。この頃には北の相馬氏当主相馬高胤からは不倶戴天の敵とみられており、標葉氏は敵対関係になった海道筋の岩城氏と相馬氏と南北ともに領地を接することとなった。
その後、標葉氏は1492年（明応元年）12月に本拠地である権現堂城（浪江町）が攻め落とされ相馬氏により滅ぼされた。双葉町域を治めていた三代新山城主標葉隆豊はこの戦いには相馬方として参陣した。

### 相馬氏統治時代
標葉氏が相馬氏に滅ぼされて以後の室町時代後半から戊辰戦争終結後の版籍奉還まで、現在の双葉町域は相馬氏の統治下に置かれた。江戸時代の相馬中村藩政下では、浜街道の宿場町（長塚宿・新山宿）であった。
- 1600年（慶長5年） - 関ヶ原の戦いの前に西軍の上杉景勝を背後から牽制するため徳川家康の命により東軍の伊達政宗が自領へと戻るため、中立の立場を取っていた相馬氏領の浜街道を通過し、現在の浪江町の正西寺で饗応される。
- 1611年（慶長16年）10月28日 - 慶長三陸地震により発生した大津波が襲来し、相馬中村藩領で700人余が死亡する。
- 1615年（慶長20年） - 新山城が廃城となる（廃城は1611年とも伝わる）。
- 1661年（万治4年/寛文元年）- 秋葉神社が分霊される。
- 1697年（元禄10年） - 標葉郷を南北に分け、長塚に南標葉郷陣屋を置く。
- 1700年頃 - 長塚でダルマ市が行われ始めたと伝わる。
- 1791年（寛政3年） - 相馬妙見宮初發神社が建立される。
- 1793年（寛政5年）1月7日 - 寛政地震により津波が襲来する。
- 1831年（天保2年） - 長命山正福寺が開基される。

### 戊辰戦争勃発から第二次世界大戦終結まで
- 1868年（慶応4年/明治元年） - 戊辰戦争が勃発し、現在の双葉町域を統治していた相馬中村藩も隣接する磐城平藩や仙台藩らと奥羽越列藩同盟に参加したため、磐城の戦いの戦禍に見まわれた。双葉町域は7月29日より福岡藩、津藩、長州藩、広島藩、岩国藩によって新山宿を制圧された。前日の7月28日に夜ノ森（富岡町）付近での戦闘で新政府軍に敗北した同盟軍は、相馬中村藩領の熊川宿（大熊町）に仙台藩兵などが火が放ち、仙台藩兵は自領の駒ヶ嶺城（相馬郡新地町）の手前である藩境の中村（相馬市）まで、相馬中村藩兵は浪江まで後退したため、南標葉郷（双葉町、大熊町）に守備兵はほとんどなく商人や農民などの領民は見捨てられる形となった。新政府軍は熊川宿の火災により迂回し北上したが、さしたる足止めにもならず、翌日には新山までまたたく間に制圧された。当時を経験した領民の話を直接聞いた地元の明治生まれの高齢者などは「新政府軍による徴発や略奪があった」と語っている。その後、高瀬川（浪江町）を挟んで行なわれた浪江の戦いの時には、新山宿は新政府軍の拠点となった。この戦いでの新政府軍の戦死者は双葉町新山にある自性院により弔われた。戦死者の墓は現在も自性院墓地内にある。この戦いでは相馬中村藩は同盟軍より裏切りの疑いをかけられ、仙台藩などの同盟軍の援軍がなく単独で戦うこととなった。一時は新政府軍を退却させるなど奮闘したが、8月1日には援軍が到着した新政府軍の前に敗北した。この敗北により仙台藩兵など同盟軍は中村より自領などへ引き上げた。これにより相馬中村藩は新政府軍に降伏し、8月6日に受諾された。その後も相馬中村藩領では仙台藩が降伏するまでの約2か月におよんで新政府軍により徴発が行なわれた。
- 明治4年7月14日（新暦：1871年8月29日） - 廃藩置県により中村県が成立する。
- 明治4年11月29日（新暦：1872年1月9日） - 中村県と平県が合併されて磐前県が成立し、現在の双葉町域は同県に属する。
- 1872年（明治5年）- 新山郵便局が開設。
- 1873年（明治6年） - 学制発布により前田小学校、日新小学校（長塚小学校）が開校。
- 1876年（明治9年）8月21日 - 磐前県・福島県・若松県が合併して現在の福島県が成立し、現在の双葉町域は同県に属する。
- 1886年（明治19年） - 前田小学校などが統合し新山高等小学校設立。
- 1889年（明治22年）4月1日 - 町村制施行に伴い、標葉郡新山村（しんざんむら）と長塚村が発足する。
- 1896年（明治29年）4月1日 - 標葉郡が楢葉郡と合併し、双葉郡（当時の表記は雙葉郡）となる。
- 1898年（明治31年）8月23日 - 常磐線長塚駅（現在の双葉駅）が開業。
- 1913年（大正2年）2月1日 - 新山村が町制施行して新山町となる。
- 1913年（大正2年） - 天王山公園[21]で双葉忠魂碑除幕式が行われる。
- 1918年（大正7年） - 福島私立修齋女学校長塚分校が開校[22]。
- 1921年（大正10年）- 町内に初めて電灯がつく。
- 1923年（大正12年）4月16日 - 福島県立双葉中学校（現：福島県立双葉高等学校）が開校。
- 1935年（昭和10年） - 新山小学校から御真影が盗まれ、校長に身代金を要求する事件が発生。後日、町内に住む男が逮捕され、御真影は取り戻された[23]。
- 1945年（昭和20年） - 太平洋戦争下、米軍により新山、長塚、前田、鴻草、郡山、細谷、中浜が空襲を受ける（磐城陸軍飛行場への空襲）。

### 第二次世界大戦終結から東日本大震災及び福島第一原子力発電所事故発生まで
- 1947年（昭和22年） - 学校教育法施行により、長塚村・新山町組合立標葉中学校が開校。「新山国民学校」が「新山町立新山小学校」に「長塚国民学校」が「長塚村立長塚小学校」に改称。
  - 9月14日-15日 - カスリーン台風により被害を受ける。
- 1950年（昭和25年）
  - 5月27日-28日 - 大雨被害により前田川が決壊し、新山で山崩れの被害を受ける。死者1名。
- 1951年（昭和26年）
  - 4月1日 - 新山町と長塚村が合併して標葉町（しねはまち）が発足[24]。新山字北広町81番地の旧新山町役場が標葉町役場仮庁舎となる。
  - 同年 - 標葉町立標葉中学校・標葉町立新山小学校・標葉町立長塚小学校へ改称。
- 1952年（昭和27年）
  - 5月 - 標葉町役場が新山字広町40番地に新設し移転。
  - 8月 - 長塚字鬼木で標葉町立標葉中学校の落成式。
  - 10月2日 - 高波により双葉海岸の堤防が決壊。
- 1954年（昭和29年） - 町民体育大会が始まる。新山神社（秋葉神社）の社殿が焼失する。
- 1955年（昭和30年） - 前田の大杉が県の天然記念物に指定される。
- 1956年（昭和31年）
  - 4月1日 - 標葉町から双葉町に改名[25][26]。
  - 同年 - 「標葉町立標葉中学校」が「双葉町立双葉中学校」に、「標葉町立新山小学校」が「双葉町立双葉南小学校」に、「標葉町立長塚小学校」が「双葉町立双葉北小学校」に改称。
  - 12月 - 町内全てに電灯がつき無電灯地区がなくなる。
- 1957年（昭和32年）
  - 4月1日 - 新山郵便局を双葉郵便局に改称。
  - 5月17日 - 前田地区ゲート付近にて常磐線急行「北上」脱線事故が発生。死傷者46名。
- 1958年（昭和33年）
  - 4月1日 - 浪江町の旧請戸村域から中野地区、両竹地区（一部）を編入[27]。
  - 9月26日-27日 - 台風22号により大水害の被害を受ける。
- 1959年（昭和34年） - 長塚駅を双葉駅に改称。
- 1960年（昭和35年）4月1日 - 浪江町の旧請戸村域から中浜地区（一部）、両竹地区（一部）を編入[28]。
- 1961年（昭和36年）10月22日 - 双葉町議会が原子力発電所誘致を議決。
- 1966年（昭和41年） - 新山字広町に双葉町児童館を新設。
- 1967年（昭和42年） - 清戸迫横穴が発見される。双葉厚生病院が開院する。
- 1969年（昭和44年） - 双葉南小学校新校舎落成式、新山字東舘から新山字清戸迫に新設し移転。双葉町体育館及び公民館を新設。
- 1971年（昭和46年）3月26日 - 福島第一原子力発電所が営業運転開始。それまで農業のできない冬には出稼ぎに行っていた大熊町・浪江町など福島の海岸地帯の住民は原発関連の仕事をすることで一年中地元で働けるようになったため、双葉町でも安定的な働き口とかなりの補助金を与えてくれた“福の神”とされていた[29]。
- 1972年（昭和47年） - 双葉町町章を制定。
- 1973年（昭和48年） - 双葉北小学校新校舎を新設。
- 1974年（昭和49年） - 双葉幼稚園を新設。
- 1975年（昭和50年） - 十万山で町民山登り大会が始まる。
- 1976年（昭和51年） - 老人福祉会館（後に「ふれあい福祉会館」に改称）を新設。
- 1977年（昭和52年） - 双葉町立双葉中学校が長塚字鬼木から新山字東舘（旧双葉南小学校跡地）に新設し移転、跡地が町民グラウンドになり夜間照明設備を新設。
- 1978年（昭和53年）4月18日 - 福島第一原子力発電所5号機が双葉町内で営業運転開始。
- 1979年（昭和54年）10月24日 - 福島第一原子力発電所6号機が双葉町内で営業運転開始。これにより、1号機から6号機までのすべての総出力量が当時の世界最大の原子力発電所となった。
- 1980年（昭和55年） - 石熊砂防ダムが完成し止水式が行われる。
- 1981年（昭和56年）3月11日 - 町民憲章制定。
- 1982年（昭和57年） - 双葉地方広域市町村圏組合公立双葉准看護学院が開校。
- 1983年（昭和58年）4月1日 - 双葉町役場が新山字前沖28番地に新設し移転。地上4階地下1階で総工費約15億円。当時は双葉郡内一の役場だった。
- 1984年（昭和59年） - 双葉町図書館、北部コミュニティーセンターを新設。
- 1985年（昭和60年）9月1日 - 町旗制定。
- 1986年（昭和61年）10月1日 - 町の花、木、鳥を制定。双葉町農村広場を新設。浪江警察署双葉駐在所が落成。
- 1987年（昭和62年）- 双葉北幼稚園、町営墓地「双葉町越田霊園」、青年婦人会館、海の家「マリーンハウス」を新設。双葉幼稚園が双葉南幼稚園に改称。また総事業費50億円超の大事業として、野球場やテニスコートなどがある総合運動公園事業を開始。しかし完成した野球場の規格では公式戦が行えないなど不備が多々あり、約25年にわたってほとんど収益がなく維持費を支払い続けていた。福島第一原子力発電所事故後、中間貯蔵施設の用地となった。
- 1988年（昭和63年）5月1日 - 双葉町民の歌および双葉『ふたば音頭』を制定。町内に地区公民館を新設。
- 1989年（平成元年）4月1日 - 双葉町浄化センターを新設。
- 1990年（平成2年） - 双葉町海浜公園を新設。
- 1991年（平成3年）9月25日- 双葉町議会「原発増設に関する決議」を全会一致で採決。
- 1992年（平成4年） - 双葉町歴史民俗資料館を新設。
- 1993年（平成5年） - 青少年が初めて町の海外派遣事業「21世紀青春の翼」でニュージーランドへ派遣される。
- 1994年（平成6年） - 瑞穂町 (京都府)と姉妹都市連携。双葉町児童館が新山字広町より長塚字鬼木へ新設し移転。
- 1998年（平成10年） - ステーションプラザふたば新設。双葉町コミュニティーセンター設置。
- 1999年（平成11年） - 総合保健福祉施設「ヘルスケアふたば」[30]を新設。
- 2000年（平成12年） - NPO法人双葉ふれあいクラブ設立。
- 2001年（平成13年） - 双葉町の公式ウェブサイトを開設。双葉北幼稚園・南幼稚園が合併し「ふたば幼稚園」が発足[31]。町消防団が第54回県下消防大会で民友旗を受賞。
- 2002年（平成14年）9月20日 - 同年8月29日に公表された、原子力安全・保安院および東京電力の原子力発電所に係る不正問題を受け、東京電力が9月4日に7号機・8号機の増設計画を延期したことから、双葉町議会「原発増設に関する決議」を凍結。
- 2003年（平成15年） - 全国初のバスとタクシーの複合型生活路線である双葉町交通システム運行開始。
- 2005年（平成17年） - 町のマスコットキャラクターにフタバくんが決定。
- 2007年（平成19年）6月15日 - 双葉町議会「原発増設に関する決議」について凍結を解除する決議案を可決。
- 2009年（平成21年） - 2008年度決算で、借金返済の重さを示す実質公債費比率が基準値の25%超の29.4%となり、早期健全化団体に指定（2010年度決算において脱却）。
- 2010年（平成22年） - 町内での交通死亡事故ゼロの期間が2,000日を達成。
- 2011年（平成23年） - 双葉町学校給食センター新設。

### 東日本大震災及び福島第一原子力発電所事故による全町避難
- 2011年（平成23年）
  - 3月11日 - 午後2時46分、東北地方太平洋沖地震（東日本大震災）が発生し、町内で震度6強を観測し、午後3時30分頃には大津波を観測。消防団による救助活動にもかかわらず、津波により死者・行方不明者あわせて21名の被害を受け、救助活動にあたっていた双葉町消防団第九分団もポンプ車ごと津波にのまれた。福島第一原子力発電所も津波の被害を受けたことから、同日夜に、発電所から半径3 km圏内に避難指示、3 - 10 km圏内に屋内退避指示が出される。これは双葉町の大部分を占める面積である。これにより、翌朝から再開が予定されていた、津波被災地域の行方不明者の捜索が困難となる。
  - 3月12日 - 午前5時44分、政府より福島第一原子力発電所半径20 km圏内（町内全域）に避難指示。しかし、町はその避難指示を政府や関係省庁からでなく、マスコミ報道などにより遅れて知ることとなる。町は伊達郡川俣町に避難者の受け入れを要望し承諾を受け、午前7時30分に災害対策会議を開き午前7時40分から福島市方面（川俣町）に避難するよう防災無線等で数回にわたり住民に広報。これにより、住民約2,200人が川俣町へ避難した。川俣町長古川道郎、川俣町役場職員、地元住民らも自らも地震による被害が甚大ななか、川俣町を挙げて、川俣小学校や川俣町体育館など複数の避難所を設置し、双葉町からの避難者に入浴や炊き出しなどの支援を実施した[32]。双葉町役場も閉鎖され川俣町合宿所に災害対策本部を設置した。最大で当時の町の人口の半分以上に当たる4,000人超の町民が川俣町へ避難した。午前9時過ぎに福島第一原子力発電所でベント開始。午後3時36分、大熊町に立地する1号機の原子炉建屋が水素爆発（福島第一原子力発電所事故）。
  - 3月19日 - 原発事故の影響を受けて住民の避難が必至となり、約1,200人の被災住民は役場の機能ともに埼玉県さいたま市中央区のさいたまスーパーアリーナへ40台のバスで集団避難したほか、住民によっては他の場所にも避難した[33][34]。さいたまスーパーアリーナ内に「埼玉出張所」を設置。役場職員は避難者と一緒に生活し交代制で24時間体制で対応。役場と住民の避難所が分かれる同年9月頃まで続いた。
  - 3月30日 - 31日 - 役場の機能および避難住民が、埼玉県加須市にある廃校（旧埼玉県立騎西高等学校）へ再移転し、同校校舎を拠点とする[34][35][36]。また、避難した小中学生は4月から移動先の学区の学校に転入する[37]。
  - 3月31日 - さいたまスーパーアリーナを避難所としての使用を終了し「埼玉出張所」を閉鎖。
  - 4月1日 - 旧騎西高校内に「双葉町埼玉支所」を、耶麻郡猪苗代町のホテルリステル猪苗代内に「双葉町猪苗代出張所」を開設。
  - 4月4日 - ホテルリステル猪苗代に避難者の受入を開始。
  - 4月8日 - 川俣町合宿所の災害対策本部を退去。
  - 4月18日 - 福島県警が福島第一原子力発電所から10 km圏内で双葉町内の捜索を開始。
  - 4月21日 - 福島第一原子力発電所から半径20 km圏内の警戒区域設定が決まる。翌日22日区域設定。町内全域が警戒区域となる。
  - 4月25日 - 福島県警と警視庁の機動隊および双葉地方広域市町村圏組合消防本部の隊員などが防護服をまとい福島第一原子力発電所から5 km圏内で重機を使い本格的に行方不明者捜索を開始。この捜索により発見された犠牲者には死因が餓死だった者もおり、原発事故がなく、震災翌日の明朝などの早期に捜索が開始されていれば助かった命もあったことを裏付けている。
  - 5月26日 - 警戒区域への町民の一時帰宅開始。
  - 6月11日 - 警戒区域内（浜野地区）で双葉町慰霊祭を開催。
  - 7月1日 - 福島県内の応急仮設住宅に住民の入居開始。
  - 8月26日 - 福島第一原子力発電所から3 km圏内の一時帰宅開始。
  - 9月30日 - リステル猪苗代避難所を閉鎖。ピーク時には800人超が避難していた。役場職員は事務処理のためその後もしばらく滞在。
  - 10月28日 - 郡山市に「双葉町福島支所」を開設。
  - 12月12日 - 茨城県つくば市に「つくば連絡所」を開設。茨城県が国からつくば市にある国家公務員宿舎を借り上げ、それを無償で福島県からの被災者に提供したことから、つくば市に避難する住民の数が増え、それらの住民からの強い要望があったため。
  - 12月28日 - 環境相兼原発事故担当相の細野豪志が福島第一原発事故による汚染廃棄物を受け入れる中間貯蔵施設を双葉郡内に整備する意向を福島県知事佐藤雄平と地元首長に正式に伝達[38]。
- 2012年（平成24年）
  - 4月1日 - いわき市南台応急仮設住宅に「いわき南台連絡所」を開設（のち閉鎖）。
  - 12月10日 - 双葉郡町村長から双葉地方町村会長の辞任要求を受けた町長井戸川克隆が辞任。新会長には広野町長山田基星が就いた[39]。
  - 12月20日 - 町議会が井戸川の不信任決議を全会一致で可決。
  - 12月26日 - 井戸川が町議会を解散。
- 2013年（平成25年）
  - 1月5日 - 井戸川が避難先の埼玉県加須市で行われた仕事始めの訓示で「帰還目標を暫定的に30年後とする」との方針を示す[40]。
  - 2月12日 - 井戸川が辞職、副町長井上一芳が町長職務代理者となる。
  - 3月10日 - 伊澤史朗が町長に就任。
  - 5月28日 - 警戒区域が解除され、町域が「帰還困難区域」と「避難指示解除準備区域」の2つに再編される[41]。日中の立ち入りが許される「避難指示解除準備区域」に指定されたのは、町北東の沿岸部にある3地区（大字両竹・大字中野・大字中浜）で町域の4%に過ぎず、残り96%の地域は「帰還困難区域」に指定されており、除染と瓦礫撤去作業に携わる作業員以外の一般住民は一時帰宅を含めた町内への立ち入りが厳しく制限されている。
  - 6月11日 - 町長の伊澤が旧騎西高避難所閉鎖に向け、いわき市内に町民向けの集合住宅を新たに確保する方針を示し、「旧騎西高避難所の町民の約半数が埼玉県に残りたいと考えている」とのアンケート結果を県に報告したことを明らかにする[42]。
  - 6月17日 - いわき市内に町役場仮庁舎「いわき事務所」開所[43]。役場機能が2年3ヶ月ぶりに県内に戻る。「双葉町福島支所」を「双葉町郡山支所」へ改称し、引き続き、主に会津、中通り方面の避難者支援のため設置。
  - 7月19日 - 町は埼玉県加須市の旧騎西高避難所を閉鎖する方針を固め、避難所の住民に移転先の希望を聞く調査を行った[44]。
  - 10月1日 - 「双葉町埼玉支所」を旧騎西高校から埼玉県加須市騎西総合支所内へ移転。
  - 12月27日 - 旧騎西高校避難所の入所者全員が退所。
- 2014年（平成26年）
  - 3月27日 - 町は旧騎西高校避難所を埼玉県に返還。2013年12月に最後の住民が退去し、片付けと清掃が完了したため。町長の伊澤が埼玉県知事上田清司に鍵を返還して謝意を伝えた[45]。
  - 5月7日 - 小学館が発行する漫画誌『週刊ビッグコミックスピリッツ』に掲載された漫画「美味しんぼ」に、福島第一原発を訪れた主人公らが原因不明の鼻血を出す場面があった問題で、町は小学館に抗議文を発送した。抗議文の内容は「原因不明の鼻血などの症状を訴える町民が大勢いるという事実はない」「風評被害を生じさせ、双葉町民と福島県民への差別が助長されると危惧している」というもの[46]。
  - 6月30日 - 南相馬市に「南相馬連絡所」を開設。
  - 8月24日 - 町がいわき市錦町に建設を進めてきた、ふたば幼稚園、双葉南、双葉北両小、双葉中の仮設校舎が完成し、落成式が行われた[47]。
  - 9月14日 - 国道6号の町内の帰還困難区域の自由通行が可能となる。
  - 11月7日 - 町民向けに福島県が整備した県営の災害公営住宅、鉄筋コンクリート造り3階建て1棟（20戸）が郡山市で完成[48]。
- 2015年（平成27年）
  - 1月13日 - 原発事故に伴う除染廃棄物を保管する中間貯蔵施設の受け入れを町長が提案し、町議会が了承[49]。
  - 3月25日 - 双葉町の仮置き場から中間貯蔵施設内にある一時保管場へ除染廃棄物の搬入を開始[50]。
  - 4月16日 - 町教育委員会と筑波大学が、町が保有する東日本大震災の資料をウェブサイト「福島県双葉町の東日本大震災関係資料を将来へ残す」で公開[51]。
  - 5月20日 - 環境省による本格除染が始まる[52]。
- 2016年（平成28年）
  - 3月1日 - 住民票を町に置いたまま遠方に避難している住民が多いことから、コンビニエンスストアなどに設置されているマルチコピー機で個人番号カードを利用して住民票の写しなどを交付できるサービスを開始[53]。
  - 11月3日 - 埼玉県加須市と友好都市盟約を締結[54]。
  - 11月15日 - 中間貯蔵施設の本体工事に着手。
- 2017年（平成29年）
  - 3月22日 - 双葉町復興整備協議会を設立。
  - 5月1日 - 4月29日に落雷により浪江町井出地区の国有林で発生した山林火災が町内石熊地区にも延焼。平成以降福島県内最大規模の山林火災となる。これにより浪江町の対策本部へ町も合流し合同対策本部を設置、情報収集や自衛隊および消防隊の後方支援のため町職員を交代で現地に派遣。放射線量が高く人の立ち入りが禁止されている帰還困難区域内での消火活動は、自衛隊や宮城県などの隣県の消防防災ヘリコプターによる消火活動に加えて、自衛隊員や消防隊員等が、連日、十万山の登山口などから高線量の山林の中の火元まで行き、早朝から日没まで消火活動を行った。5月6日鎮圧、5月10日鎮火。この火災の焼失面積約75 haのうち町の焼失面積は約53 ha。鎮火まで動員した人数は述べ6,385人。
- 2018年（平成30年）
  - 2月13日 - 双葉町ふれあい広場が中野地区から国道6号沿いに移転。
  - 5月9日 - 双葉町農地保全組合を設立。
  - 12月25日 - 原発事故による帰還困難区域を抱える町村の協議会が設立され同協議会へ加わる[55]。
- 2019年（平成31年・令和元年）
  - 3月28日 - 復興まちづくり推進のため、一般社団法人ふたばプロジェクトが設立。
- 2020年（令和2年）
  - 3月4日 - 避難指示解除準備区域および、双葉駅周辺の帰還困難区域の避難指示を解除。帰還困難区域の解除はこれが初めて[56]。この区域の解除により、同日、町内に「双葉町役場コミュニティーセンター連絡所」を開所。町民が町内で住民票の写しなどの各種証明書の交付を受けるとることが9年ぶりに可能となる[57]。
  - 3月7日 - 常磐自動車道常磐双葉ICが整備され同日15時から開通。
  - 3月14日 - 双葉駅が、富岡駅 - 浪江駅間の復旧（常磐線全線復旧）に伴い営業再開[58]。
  - 9月20日 - 東日本大震災・原子力災害伝承館が開館。
  - 10月1日 - 双葉町産業交流センター (F-BICC) が開所。
  - 10月25日 - 町内で震災後初めて前田稲荷神社に女宝財踊りが奉納される。
  - 12月10日 - 国道288号の山田 - 前田間の通行止めが解除され一般車両の通行が可能となり全線再開。これにより町（国道6号） - 郡山市（国道4号）間が9年9か月ぶりに迂回せずに通行可能になる[59]。
- 2021年（令和3年）
  - 1月9日 - 新型コロナウイルス感染症の影響で双葉町ダルマ市が中止となったものの、有志により震災後初めて町内で双葉ダルマを販売[60]。
  - 2月2日 - 町内での交通死亡事故ゼロの期間が6,000日を達成[61]。
  - 3月11日 - 町内で震災後初めて東日本大震災双葉町追悼式が挙行される[62]。
  - 3月25日 - 双葉駅前広場において東京2020オリンピック・パラリンピックの聖火リレーが行われる[63]。
  - 5月1日 - 町内での成人式を震災後初めて開催。新成人62人のうち避難先から19人が出席[64]。
  - 5月19日 - 町内で震災後初めて水稲試験栽培として田植えが行われる。町内での田植えは11年ぶり[65]。
  - 8月8日 - 震災の津波で流出した中野八幡神社の竣工祭が行われる[66]。
  - 9月5日 - 特定復興再生拠点区域内の農地で野菜の作付け実証を開始[67]。
  - 9月22日 - 町内で震災後初めて稲刈りが行われる。町内での稲刈りは11年ぶり[68]。
  - 11月15日 - 双葉町役場仮庁舎の起工式が行われる[69]。
- 2022年（令和4年）
  - 1月8日 - 1月9日 - 前年中止となった双葉町ダルマ市がいわき市勿来町の復興公営住宅で開かれる。町は令和4年中の帰還開始を目標としているため、いわき市で双葉町ダルマ市が開かれるのはこれが最後になる見通し[70]。
  - 1月20日 - 帰還に向けた準備宿泊が開始される[71]。
  - 5月12日 - 6月4日 - 避難指示解除に向けた住民説明会を開催する。
  - 8月27日 - 町役場が移転し開庁式が開かれる[72]。

### 避難指示の一部解除・復興
- 2022年（令和4年）
  - 8月30日 - 特定復興再生拠点区域内での避難指示を約11年半ぶりに解除[72]。
  - 9月2日 - 双葉町役場新庁舎の業務再開のため、コミュニティーセンター連絡所を閉所[1]。
  - 9月5日 - 役場が町内での業務を新庁舎で11年半ぶりに再開[72]。
  - 9月13日 - 議会が町内で11年半ぶりに開会される[73]。
  - 9月23日 - 町内で東日本大震災後初めてふたばワールドが開催される[74]。
  - 11月5日 - 双葉町合併70周年記念式典が開催される[75]。
- 2023年（令和5年）
  - 2月1日 - 双葉駅前の町営住宅建設地の一角に「双葉町診療所」が開所（原発事故以来12年ぶりの医療機関）[76]。
  - 8月3日 - 原発事故後、町内初めての土産物を除く食品や日用品が購入できる常設店舗である「ファミリーマート双葉町産業交流センター/S店」が双葉町産業交流センター内に開店[77][78][79]。
  - 8月5日 - 東日本大震災後初めて町内に、双葉町消防団第1分団と第2分団の屯所が復活[80]。
  - 9月29日 - 三字行政区と下長塚行政区の一部が特定帰還居住区域に設定される[81]。

## 行政・議会

### 町役場

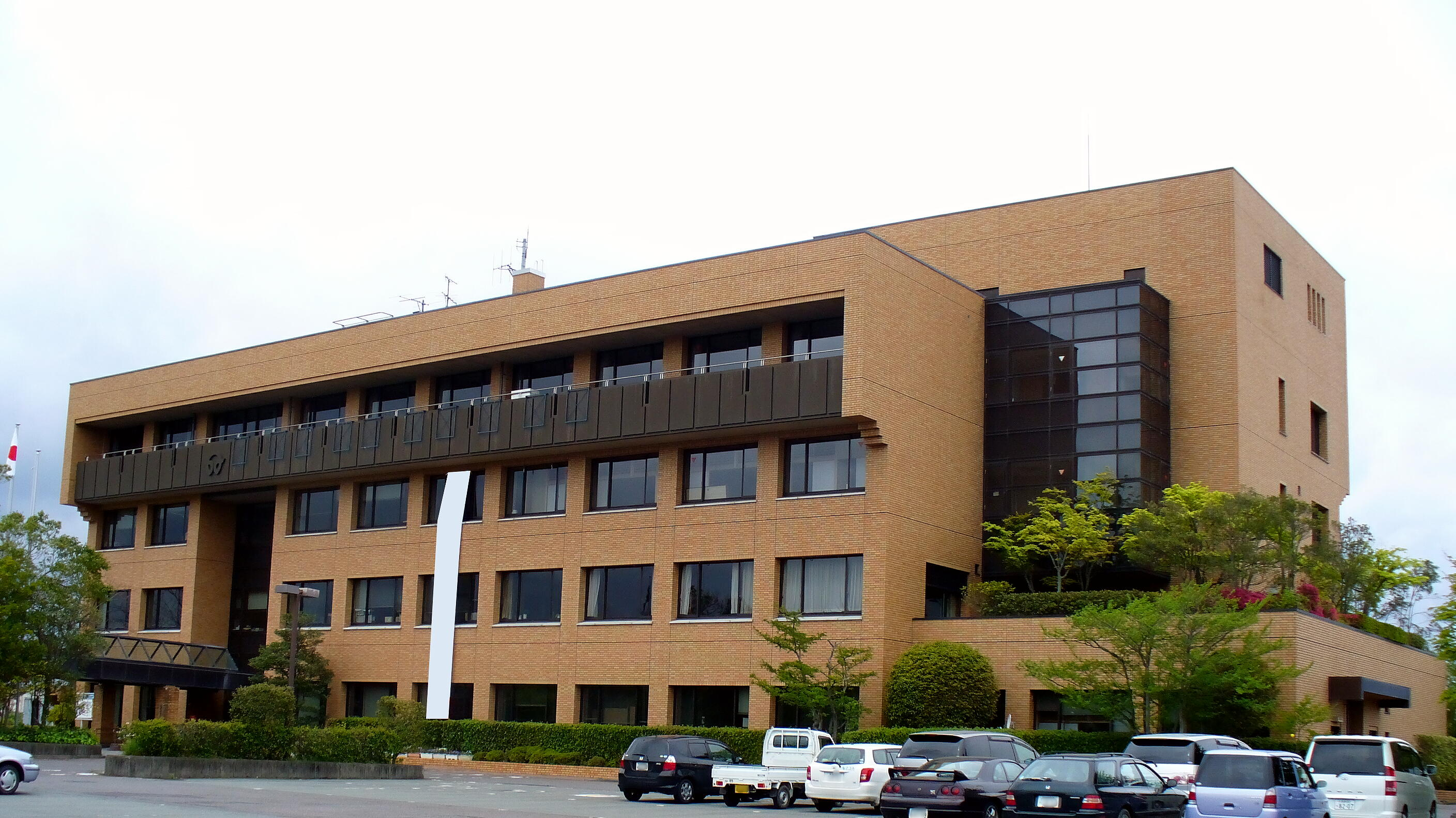
2008年当時の旧庁舎

- 福島県双葉郡双葉町大字長塚字町西73番地4（2022年8月27日開庁、2022年9月5日業務開始）[1][72]
  - 軽量鉄骨造2階、建築面積1,928.47 2、延べ床面積3,145.97 m2である[1]。

旧町役場は福島県双葉郡双葉町大字新山字前沖28番地に所在したが、福島第一原子力発電所事故により2011年3月19日に埼玉県内に移転し、2013年6月17日にいわき市勿来地区に移転した。その後、双葉町いわき事務所がいわき市東田町二丁目19番地の4に置かれ、現庁舎の開庁まで実質的な町役場として機能していた。また、町外の避難者への補助的役割として、県内外に以下の支所及び連絡所が置かれた。  
- 郡山支所（福島県郡山市朝日一丁目20番2号）
- 埼玉支所（埼玉県加須市騎西36番地1 加須市騎西総合支所内）
- 南相馬連絡所（福島県南相馬市原町区青葉町2-62-2）
- コミュニティーセンター連絡所（双葉町大字長塚字町西39-22）2022年9月2日閉所
- つくば連絡所（茨城県つくば市並木3-1 551棟）

2022年の町役場移転後も町外の避難者が多く、いわき事務所は支所となり、郡山支所や埼玉支所、南相馬連絡所、つくば連絡所はそのまま維持、双葉町内のコミュニティーセンター連絡所のみ閉鎖されることになった。

### 町長
- 町長：伊澤史朗（2013年〈平成25年〉3月10日就任、3期目）
- 歴代町長[84]

| 代 | 氏名       | 就任                      | 退任                       | 備考           |
| -- | ---------- | ------------------------- | -------------------------- | -------------- |
| 1  | 天野楯夫   | 1951年（昭和26年）4月30日 | 1955年（昭和30年）4月29日  |                |
| 2  | 冨沢理七   | 1955年（昭和30年）4月30日 | 1963年（昭和38年）4月29日  | 在職中町名変更 |
| 3  | 田中清太郎 | 1963年（昭和38年）4月30日 | 1985年（昭和60年）10月15日 |                |
| 4  | 岩本忠夫   | 1985年（昭和60年）12月8日 | 2005年（平成17年）12月7日  |                |
| 5  | 井戸川克隆 | 2005年（平成17年）12月8日 | 2013年（平成25年）2月12日  |                |
| 6  | 伊澤史朗   | 2013年（平成25年）3月10日 | 現職                       |                |

- 副町長：徳永修宏（任期：2020年4月1日 - 2024年3月31日）
- 副町長：平岩邦弘（任期：2022年4月1日 - 2026年3月31日）

### 議会
- 定数：8人
- 任期：2021年2月3日 - 2025年2月2日
- 議長：伊藤哲雄（無所属）
- 副議長：高萩文孝（無所属）

## 町のシンボル

### 町民憲章
- 自然を愛し，美しく清潔なまちをつくりましょう。
- 先人を敬い，笑顔といたわりで心のふれあうまちをつくりましょう。
- 古きをたずね，伝統と未来をみつめて躍進するまちをつくりましょう。
- 創造性を豊かにして，個性ある薫り高い文化のまちをつくりましょう。
- 元気で働き，若さのみなぎる楽しく明るいまちをつくりましょう。

### キャラクター
- フタバくん
- 双葉ダルマさん
- キヨトくん
- せんだんちゃん

## 姉妹都市・友好都市
- 瑞穂町→京丹波町（京都府）：姉妹都市提携。
- 加須市（埼玉県）：友好都市盟約を締結。

## 施設
- 東日本大震災・原子力災害伝承館
- 双葉町産業交流センター (F-BICC)
- 双葉警察署双葉駐在所
- 旧双葉駅駅舎

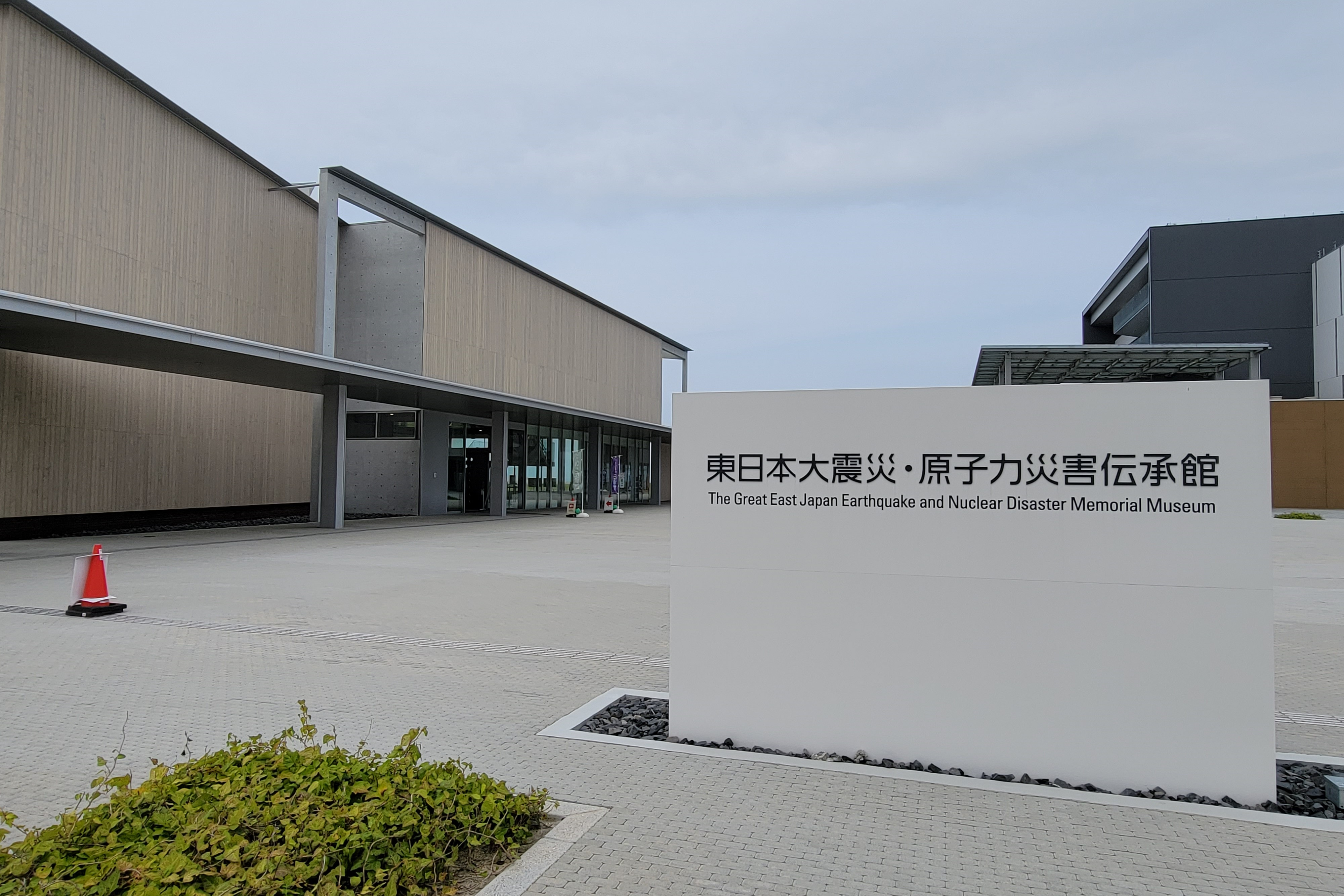
東日本大震災・原子力災害伝承館

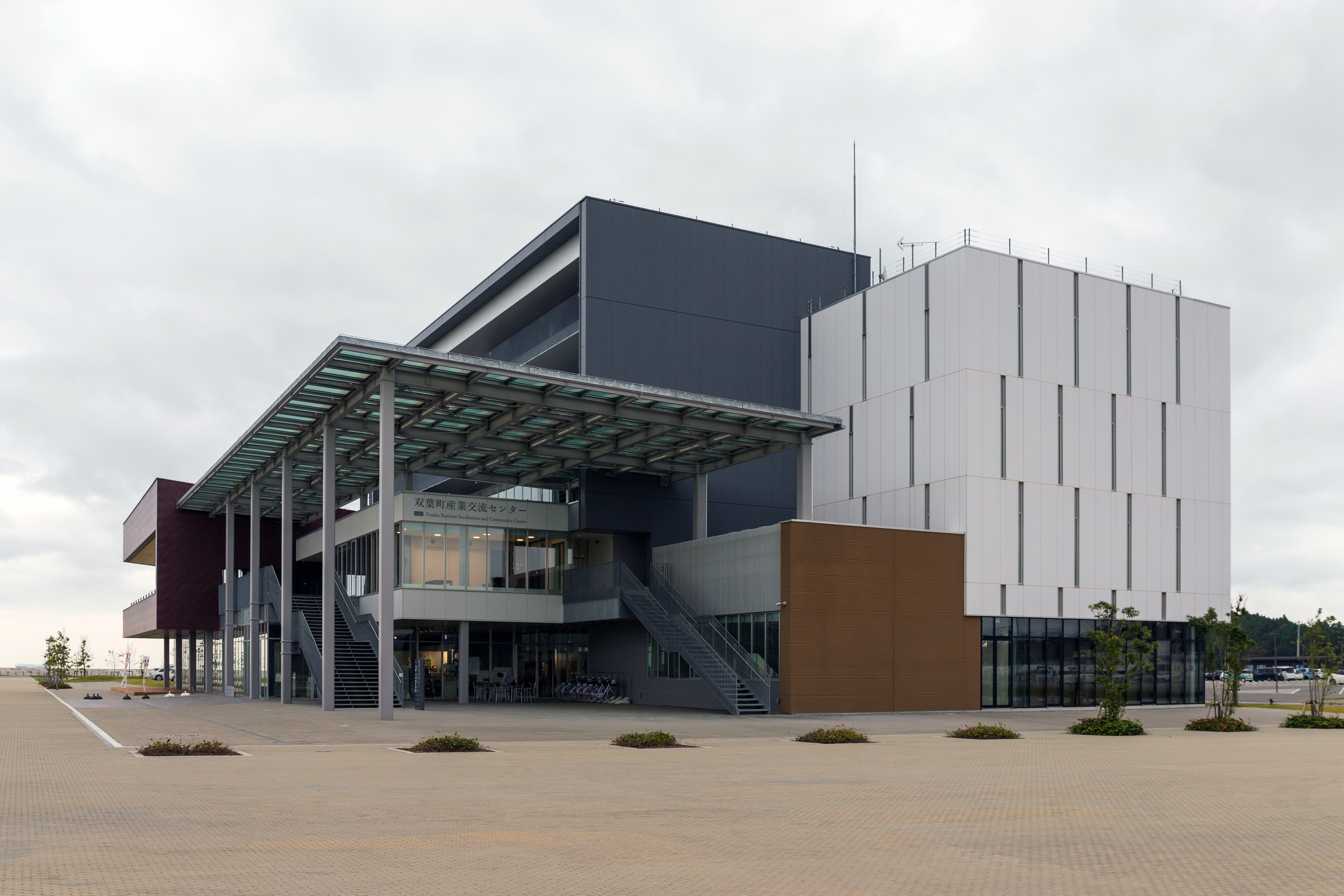
双葉町産業交流センター

- 聖香苑 - 双葉郡内唯一の火葬場。2021年10月1日に運用再開[85]。
- 双葉町コミュニティセンター
- ステーションプラザふたば
- 双葉町減容化施設
- 双葉町図書館
- 双葉町歴史民俗資料館
- 福島第一原子力発電所

## 地域

### 人口
2015年は全住民避難に伴い計測不能（0人）のため、記載されていない。
| 双葉町（に相当する地域）の人口の推移 \| 1970年（昭和45年） \| 7,424人 \| \| \| 1975年（昭和50年） \| 7,602人 \| \| \| 1980年（昭和55年） \| 8,017人 \| \| \| 1985年（昭和60年） \| 8,219人 \| \| \| 1990年（平成2年） \| 8,182人 \| \| \| 1995年（平成7年） \| 7,990人 \| \| \| 2000年（平成12年） \| 7,647人 \| \| \| 2005年（平成17年） \| 7,170人 \| \| \| 2010年（平成22年） \| 6,932人 \| \| \| 2015年（平成27年） \| 0人 \| \| \| 2020年（令和2年） \| 0人 \| \| |         |  |
| 総務省統計局 国勢調査より |         |  |
| 1970年（昭和45年） | 7,424人 |  |
| 1975年（昭和50年） | 7,602人 |  |
| 1980年（昭和55年） | 8,017人 |  |
| 1985年（昭和60年） | 8,219人 |  |
| 1990年（平成2年） | 8,182人 |  |
| 1995年（平成7年） | 7,990人 |  |
| 2000年（平成12年） | 7,647人 |  |
| 2005年（平成17年） | 7,170人 |  |
| 2010年（平成22年） | 6,932人 |  |
| 2015年（平成27年） | 0人     |  |
| 2020年（令和2年） | 0人     |  |

### 行政区
出典
- 南地区（旧新山町）：新山・下条・郡山・細谷・三字（前田・水沢・目迫）・山田（山田・松迫）・石熊
- 北地区（旧長塚村、旧請戸村）：長塚一・長塚二・下長塚・羽鳥・寺松（寺沢・松倉）・渋川・鴻草・中田・両竹・浜野（中野・中浜）

### 管轄
- 警察署：双葉警察署（富岡町）双葉警察署浪江分庁舎（浪江町）
- 消防署：浪江消防署（浪江町）
- 上水道：双葉地方水道企業団（楢葉町）
- 下水道：双葉町役場建設課
- 郵便局：浪江郵便局（浪江町）、集荷・ゆうゆう窓口：原町郵便局（南相馬市）
- 税務署：相馬税務署（相馬市）
- 保健所：相双保健福祉事務所（南相馬市）
- 年金事務所：平年金事務所（いわき市）
- 運輸局：福島運輸局いわき自動車検査登録事務所（いわき市）
- 法務局：福島地方法務局いわき支局（いわき市）、富岡出張所（富岡町）
- 裁判所：福島地方裁判所いわき支部、福島家庭裁判所いわき支部（いわき市）、富岡簡易裁判所（富岡町）

### その他
- 市外局番 - 0240
- 市内局番 - 33または23
- 郵便番号 - 979-14XX
- 自動車ナンバープレート - いわき
- 衆議院議員選挙区 - 福島県第4区
- 福島県議会議員選挙区 - 双葉郡

## 経済・産業
福島第一原発事故による町民の避難で経済活動は一時ほぼ途絶えたが、浅野撚糸（岐阜県）が2023年に新工場を稼働させる予定であるなど、産業復興も始まっている。

### 産業人口
出典
- 第一次産業：263人（平成22年国勢調査）
- 第二次産業：912人（平成22年国勢調査）
- 第三次産業：2170人（平成22年国勢調査）

### 町内に事業所を置く主な企業
- 株式会社アイワビルド
- 浅野撚糸株式会社
- 株式会社アルムシステム
- 株式会社アルメディオ
- 株式会社伊藤工務店
- 株式会社エナジー
- 株式会社大林組
- 株式会社勝山工業
- 株式会社カナモト
- 新日鉄・クボタ・大林・TPT特定共同企業体
- 株式会社双新電子
- 田中建設株式会社
- 東京電力ホールディングス株式会社福島復興本社
- 東北アクセス株式会社
- 株式会社中里工務店
- 日建リース工業株式会社
- 株式会社ふたば開発
- 双葉グリーン土木株式会社
- 双葉中央アスコン
- ふたばロボット株式会社
- フレックスジャパン株式会社
- 前田建設工業株式会社
- 株式会社丸井
- 株式会社ユタカ建設
- JFEエンジニアリング株式会社
- 株式会社WorldLink＆Company

### 商業施設
- 伊藤物産株式会社（金物店）
- 株式会社澤上石材工業（墓石・石材店）
- 出光 双葉SS / 田中合名会社（ガソリンスタンド）
- コスモ石油 双葉伊達屋SS / 株式会社伊達屋（ガソリンスタンド）
- ペンギン（飲食店）
- せんだん亭（飲食店）
- レストランエフ（飲食店）
- サンプラザふたば（土産物店）

### 宿泊施設
- ビジネスホテルARM双葉

## 教育
原発事故により双葉高等学校はいわき明星大学（現在の医療創生大学）に校舎を設置していたが、2017年（平成29年）4月より休校となった。また、小中学校および幼稚園は全て休校していたが、2014年（平成26年）から、福島県いわき市錦町に仮設校舎を設置している。
- 福島県立双葉高等学校
- 双葉町立双葉中学校
- 双葉町立双葉南小学校
- 双葉町立双葉北小学校
- ふたば幼稚園
- 公立双葉准看護学院 - 東日本大震災と福島第一原子力発電所事故の影響で休校。2017年に南相馬市で再開[89]。

## 交通

### 鉄道

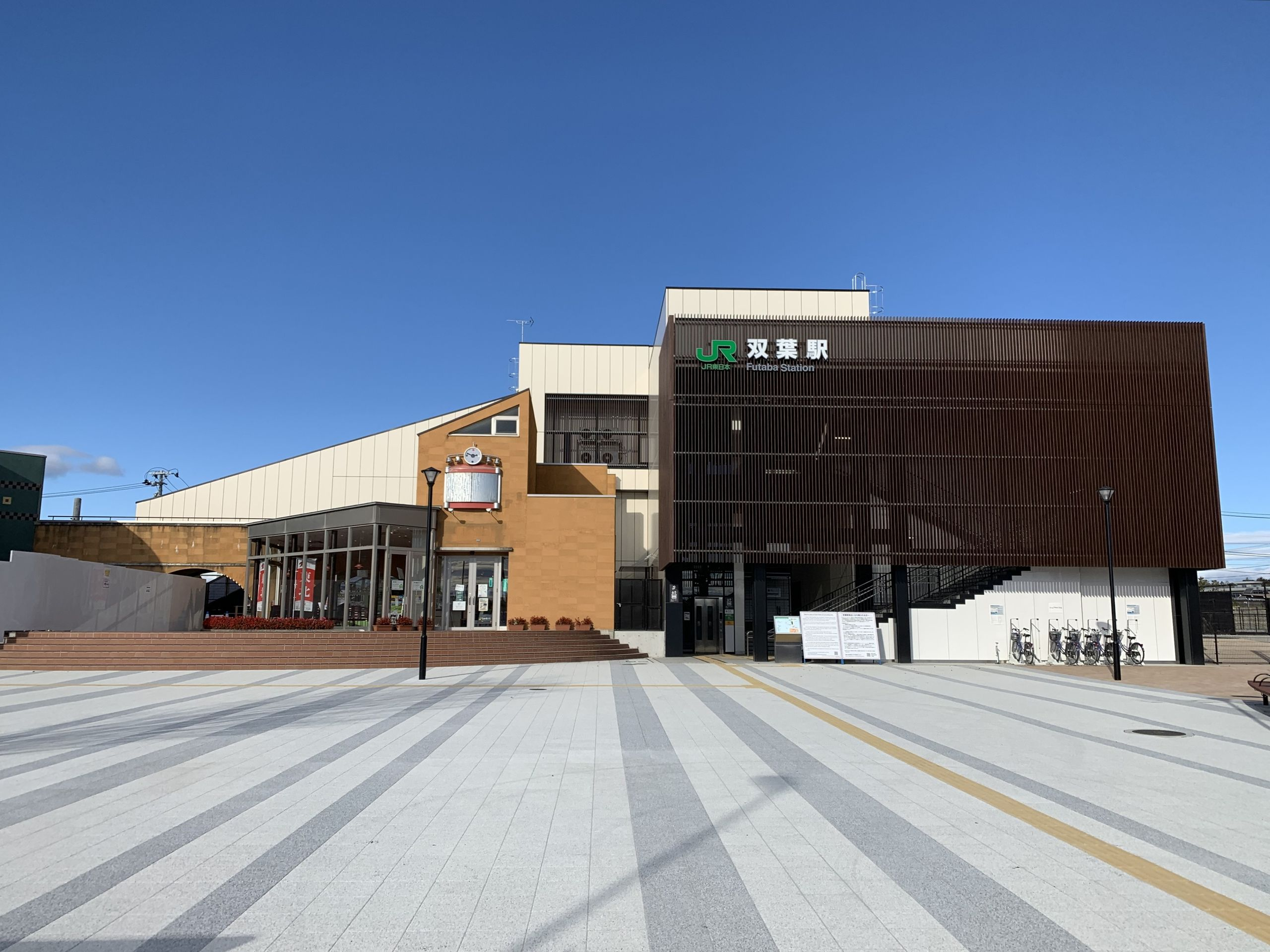
双葉駅

- 東日本旅客鉄道（JR東日本） 常磐線：双葉駅
  - 広範囲な連絡：特急「ひたち」
    - 2020年3月14日の常磐線全線復旧に伴い、乗り換え不要で南方面はいわき駅・水戸駅・上野駅、北方面は原ノ町駅・相馬駅・仙台駅へのアクセスが再び可能になり、南方面はさらに上野東京ラインを経由して東京駅・品川駅へのアクセスも可能になった[58]。

  - 福島県庁（福島市）までは、いわき駅 - 磐越東線 - 郡山駅 - 東北本線または東北新幹線 - 福島駅。もしくは、原ノ町駅 - 岩沼駅 - 福島駅。または常磐線特急「ひたち」仙台駅 - 東北新幹線福島駅。

### バス
- 東北アクセス（シャトルバス） - 常磐線双葉駅前と中野地区復興産業拠点（東日本大震災・原子力災害伝承館、双葉町産業交流センター前）間を運行。運賃は2021年4月1日より片道、大人200円、子供100円[90]。
- 東北アクセス東京線バス - 伝承館・中野地区産業交流センターより東京駅行き高速バス「南相馬・双葉ライナー」がある[91]、全便運休中だったが2023年4月から運行再開した。
- 東北アクセス福島線バス - 2023年9月より、南相馬市（原ノ町駅）と福島市（福島駅西口）を結んでいた高速バスが、双葉駅前まで延長された。
- 新常磐交通 - 双葉駅前停留所、富岡駅 - FH2R（福島水素エネルギー研究フィールド）線が運行。富岡町、大熊町、浪江町を結ぶ路線。
  - 以下は福島第一原発事故発生時点で運行していた路線、現在は運休中。
    - 双葉町役場より東京駅行き高速バス「いわき号」（1日2往復）
    - 双葉厚生病院 - 鴻草住宅団地・山神前間路線バス（各1日1往復、休校日運休）

### 道路
一般国道
- 国道6号
  - 北方面 - 福島県浪江町・南相馬市・相馬市・新地町、宮城県山元町・亘理町・岩沼市・名取市・仙台市（岩沼以北は国道4号と重複）
  - 南方面 - 福島県大熊町・富岡町・楢葉町・広野町・いわき市、茨城県北茨城市・高萩市・日立市・東海村・那珂市・ひたちなか市・水戸市・茨城町・小美玉市・石岡市・かすみがうら市・土浦市・牛久市・龍ケ崎市・取手市、千葉県我孫子市・柏市・流山市・松戸市、東京都
- 国道288号
  - 西方面 - 福島県大熊町・田村市・三春町・郡山市

主要地方道
- 福島県道35号いわき浪江線

一般県道
- 福島県道254号長塚請戸浪江線
- 福島県道256号井手長塚線
- 福島県道391号広野小高線

高速道路
- 常磐自動車道 常磐双葉IC

### 空路
- 福島空港 - 空港まで約80 km。一般国道とあぶくま高原道路を利用し約1時間40分。
- 仙台空港 - 空港まで約90 km。常磐自動車道を利用し約1時間10分。
- 茨城空港 - 空港まで約180 km。常磐自動車道、北関東自動車道、東関東自動車道を利用し約2時間30分。

## 名所旧跡
- 清戸迫横穴 - 国指定史跡
- 旧三宮堂田中医院 - 国の登録有形文化財[92]
- 前田の大スギ - 福島県指定文化財（天然記念物）
- 新山城跡（標葉城跡） - 町指定史跡
- 相馬妙見宮初發神社 - 祭神：天之御中大神
- 中野八幡神社・合祭殿
- 十一面観世音菩薩像（長迫観音堂） - 町指定文化財。坂上田村麻呂が霧島岳（大滝根山）を本拠とする夷の首領である大多鬼丸征伐に御誓願をしたもので、征伐後の807年（大同2年）に堂を建立し安置した。江戸時代には相馬三十三観音の二十番札所。
- 阿弥陀如来坐像（長塚寺内前阿弥陀堂） - 町指定文化財。807年（大同2年）に建立されたと伝わる。
- 戊辰戦争西軍戦没者墓 - 双葉町新山の自性院墓地の中に、戊辰戦争時の浪江の戦いで戦死した広島藩士高間省三を始めとした新政府軍の戦没者の墓がある。
- 双葉忠魂碑 - 大正時代に建立され天王山公園から1967年（昭和42年）8月に権現山の中央公園（現：新山神社）内に移転されたが、東日本大震災により倒壊した。忠魂碑の横には「明治戊辰之役より大東亜戦役」の文とその期間「1868年（慶應4年/明治元年）から1945年（昭和20年）まで」の日本の戦争や事変などで戦死した双葉郡出身の兵士たちの名前などが刻まれた石碑がある。
- 塚ノ腰古墳群
- 沼ノ沢古墳群
- 郡山貝塚
- 羽鳥館跡
- 鴻草館跡
- 鴻草磨崖仏 - 町指定史跡。
- 両竹磨崖仏 - 町指定史跡。
- 前田稲荷神社 - 前田の大スギを御神木とする。
- 新山神社（秋葉神社） - 祭神：大山祇大神
- 両竹諏訪神社（敷地は浪江町とまたがる） - 祭神：建御名方神
- 羽山神社
- 長塚白山神社

## 観光スポット
- 双葉ばら園 - 700種類、7,000株ほどのバラが咲いていたが、原発事故の影響により閉園中[93]。
- 双葉海水浴場 - 快水浴場百選、日本の水浴場55選、日本の水浴場88選に選ばれている。原発事故の影響で海水浴場としては開設されていない。
- 双葉海浜公園 - キャンプ場やログハウスがあり海水浴場も近く、夏には多くの観光客に利用されていたが、東日本大震災による津波により全て消失した。
- 前田川沿いの桜並木
- せんだん温泉 -青年婦人会館内にある小さな温泉。原発事故の影響により閉館中。
- 東日本大震災慰霊碑 - 国道6号沿い新山字下条にある。
- OVERALLs wall art - 常磐線双葉駅前の建物の壁に描かれたアート作品。
- Futaba Art District. HERE WE ARE～ヨイショ!～

## 祭事・催事
- 双葉町ダルマ市：毎年1月に開催[94]。2011年秋に町民有志が結成した「夢ふたば人」が翌年1月、避難先である福島県いわき市の仮設住宅で開き、新型コロナ禍で中断した2021年を除いて同市で続け、2023年1月7日、12年ぶりに双葉町で復活させた[95]。
- 標葉せんだん太鼓
- 双葉町ミニ野馬追神旗争奪戦：相馬野馬追への参加に加え期間中に双葉町内において双葉町騎馬隊により行われる。現在は、原発事故の影響により実施されていないが、双葉町騎馬隊は標葉郷として現在も相馬野馬追に参陣している。
- 前沢の女宝財踊り
- 山田のじゃんがら念仏踊り
- ふたば音頭
- 奉納神楽
- スポーツフェスティバル - 原発事故の影響により行われていなかった町民体育大会に代わり開催されている。
- 初日の出参拝：毎年1月1日、双葉海水浴場において標葉せんだん太鼓の演奏とともに行われていたが、現在は、原発事故の影響により行われていない。
- 源弱山の火明かし：毎年8月13日の夜に鴻草地区で「山」の字を逆さまにした形で火をたく行事[96]。現在は、原発事故の影響により行われていない。
- 町民盆踊り大会 - 現在は、原発事故の影響により行われていない。
- 交通安全鼓笛隊パレード - 南北小学校の児童などにより行われていた。現在は、原発事故の影響により行われていない。
- 太鼓フェスティバル - 現在は、原発事故の影響により行われていない。
- サマーチャレンジinふたば - 現在は、原発事故の影響により行われていない。
- 町民山登り大会 - 現在は、原発事故の影響により行われていない。
- 産業まつり - 現在は、原発事故の影響により行われていない。
- 新山秋市 - 毎年11月に新山商店街で双葉町産業まつりとともに行われていた。現在は、原発事故の影響により行われていない。
- 夢王国ふたば - 双葉駅前などで冬のイルミネーションが点灯していた。現在は、原発事故の影響により行われていない。

## 名産
- 双葉ダルマ
- 相馬漬け
- 梅のワイン漬け

## 出身著名人
- 天野光晴 - 政治家（元建設大臣、衆議院議員、福島県議会議員）、双葉町名誉町民
- 小野田忠 - 理学博士、双葉町名誉町民、県外在住者知事表彰、双葉町にオノダ精機株式会社をつくり地域経済に大きな恩恵をもたらした。
- 岩東マス - 教育者、長塚村に福島私立修齋女学校長塚分校をつくるなど地域の教育発展にかかわった。
- 大日岳栄隆 - 元大相撲力士（最高位：東十両七枚目）
- 渡邉一成 - 競輪選手（2008年北京、2012年ロンドン、2016年リオデジャネイロの各オリンピック出場）
- 谷津田陽一 - 元競輪選手（第20回オールスター競輪優勝）
- 谷津田将吾 - 競輪選手
- 半谷美咲 - ソフトテニス選手（2019年世界ソフトテニス選手権 - ダブルス及び団体戦の金メダリスト）
- モアナ梨江 - 元スパリゾートハワイアンズダンシングチームダンサー（通称「フラガール」）
- えりのあ - シンガーソングライター
- わたなべオーケストラ - お笑い芸人（ふぁのシャープ）
- 大川義秋 - 箏奏者（桜men）[97][98]
- 桜庭梨那 - 声優兼俳優[99]
- 竹原太 - プロキックボクサー
- 矢口海 - 女優、ギタリスト

## 双葉町と関連のある作品

### ドキュメンタリー
- フタバから遠く離れて -（映画、2012年2月10日公開） - 船橋淳監督、テーマ音楽坂本龍一。2012年ベルリン国際映画祭でプレミア上映された。
- 立ち入り禁止区域・双葉〜されど我が故郷〜（映画、2012年3月17日公開） - 佐藤武光監督、ナレーションは市原悦子。
- 原発の町を追われて～避難民・双葉町の記録（映画、2012年公開） - 堀切さとみ監督。
- フタバから遠く離れて第二部（映画、2014年11月15日公開） - 『フタバから遠く離れて』の続編。前作から2014年までの3年間を追った記録作品。
- 盆唄（映画、2019年2月15日公開） - 中江裕司監督[100]
- 『福島県双葉町 ～10年目のふたば、ふたたび～』（テレビ番組、2020年7月29日、フジテレビ）[101]第29回FNSドキュメンタリー大賞ノミネート作品（制作：福島テレビ）
- BS1スペシャル「双葉から遠く離れて 10年」（テレビ番組、2021年3月7日、NHK-BS）[102][103]
- 福島県双葉町～未来の設計図〜（テレビ番組、2021年6月19日、福島テレビ）[104]
- ぼくのうまれたところ、ふくしま（絵本、2021年7月31日）- 松本春野作・絵、福島民友新聞社発行

### 映画・書籍・テレビドラマ
- がんばっぺ フラガール! フクシマに生きる。彼女たちのいま（映画、2011年公開、監督小林正樹、ナレーション蒼井優） - 双葉町出身のフラガールであるモアナ梨江を軸に震災直後のフラガールの奮闘が描かれた作品。その中に出身地である双葉町のことも描かれる。
- フラガールと犬のチョコ（書籍、2012年刊行、テレビドラマ化され2015年3月11日テレビ東京放送） - モアナ梨江と双葉町内（警戒区域）に取り残された愛犬の東日本大震災における実話を題材にしている。
- 家路（映画、2014年公開）
- Fukushima 50（映画、2020年公開）